# The Mask Singer
 (octobre 2024).
The Mask Singer (prononcé en anglais: [mɑːsk ˈsɪŋə]) ; est une émission de télévision thaïlandaise présentant une compétition de chant de type télé-crochet entre des personnalités du monde du spectacle, des médias ou du sport thaïlandais, masquées et déguisées, dont un jury d'enquêteurs et le public sont chargés de reconnaître les identités.
Le présentateur régulier de l'émission est Kan Kantathavorn.
L'émission thaïlandaise, diffusée depuis 2016, est adaptée du programme sud-coréen "Miseuteori Eumaksyo Bokmyeon-gawang", (en coréen : 미스터리 음악쇼 복면가왕), dont les droits d'auteur sont détenus par la Munhwa Broadcasting Corporation (MBC), en Corée du Sud.
La société de production thaïlandaise Workpoint Entertainment Public Company Limited s'est décidée à acheter les droits du programme coréen à la suite de l'intérêt porté par la Chine à ce concept.
En 2017, la vidéo la plus populaire sur You Tube est une vidéo de l'émission thaïlandaise The Mask Singer.
L'émission équivalente en France est Mask Singer.

## Concept
Le programme télévisuel comporte plusieurs saisons qui elles-mêmes comportent plusieurs émissions. Lors de la saison régulière, 32 candidats sont entièrement masqués ainsi que leur voix et entrent en compétition entre eux. Le gagnant est le dernier dont l'identité est révélée. Les candidats doivent interpréter des chansons devant un jury, un public dans la salle et devant les téléspectateurs. Ils répondent également à des questions du jury. Les candidats dont l'identité est reconnue doivent se démasquer. Le champion de la saison retire son masque lors de la dernière émission de la saison (la finale).
Les candidats doivent être capables de chanter et sont connus du grand public tels que des chanteurs, des acteurs , des animateurs et des sportifs, mais la plupart d'entre eux sont des chanteurs. Les chansons sont choisies par les candidats eux-mêmes, en veillant à ce que ces titres ne doivent jamais avoir été chantées par les candidats concernés. Il peut s'agit de chansons difficiles à chanter où dans des registres à l'opposé de ceux des concurrents.
Le secret de l'identité des candidats est protégé durant toute la saison par des masques et des costumes les recouvrant entièrement. Leur confection peut prendre jusqu'à un mois de travail.
Durant chaque émission de télévision, les candidats masqués et costumés interprètent des chansons face à un jury de 7 personnes et face à un public constitué de 170 personnes. Seule la voix du candidat n'est pas masquée durant la prestation. A son écoute, les membres du jury et du public sont chargés de deviner l'identité du candidat.
Plusieurs formats différents du programme existent en Thaïlande : les saisons régulières de mise en concurrence des candidats (le dernier à être démasqué est le gagnant), les saisons sans compétitions et les épisodes spéciaux ou les concerts.

### Maintien du secret de l'identité des candidats
L'émission maintient le secret des candidats de leur arrivée à leur départ du studio. A titre d'exemple, les concurrents changent régulièrement de voiture afin que personne ne les remarque et sont en permanence entièrement dissimulés et masqués, même lorsqu'ils sont en contact avec certains membres des équipes de tournage. Durant les répétitions, des modificateurs de voix sont utilisés.
Les personnels connaissant leurs identités tels que les maquilleurs, les costumiers et les juges en studio lors du pré-enregistrement du programme signent des accords de confidentialité. Ainsi, près de 500 personnes sont tenues au secret et les salles de montage et de mixage sonore sont verrouillées.

## Différents formats du programme

### Saison régulière: compétition entre les candidats
L'émission "standard" se caractérise par une compétition entre 32 candidats masqués formant 4 groupes de 8 personnes (groupe A à D). Ce nombre a été décidé à la suite des bonnes audiences de la saison 1, qui ne comportait que 24 candidats répartis en 3 groupes.
Dans chacun des 4 groupes, les 8 personnes concourent par paires. Le vainqueur de chaque paire passe au tour suivant. Au tour suivant, 2 paires, dont 2 personnes par paire, s'affrontent. Ensuite, un tour décisif est organisé pour chaque groupe, aboutissant à la sélection de 2 candidats. A l'issue de ce tour, chaque gagnant intègre un nouveau groupe seul autorisé à participer au tour final pour trouver The Mask Singer, le gagnant de la compétition.
Lors du tour final, les 7 juges (parfois 8 lors de la présence d'un juge invité) et les 170 téléspectateurs présents dans la salle votent pour le candidat qu'ils souhaitent voir gagner. Après le recueil des différents scores, les résultats de la décision sont annoncés.
Toutefois, avant le vote, chaque juge dispose de 2 minutes pour interviewer chaque candidat individuellement. Les candidats répondent à l'aide d'un équipement dissimulant leur voix.

### Tableau des votes
| Nombre de personnes | groupe               | Points par personne | total | score total maximal |
| ------------------- | -------------------- | ------------------- | ----- | ------------------- |
| 7                   | jury                 | 10                  | 70    | 240                 |
| 170                 | public dans la salle | 1                   | 170   | 240                 |

### Saisons hors compétition
Il y a 3 saisons spéciales organisées pour le programme : "The Mask Project A", "The Mask Line Thai" et "The Mask Thai Literature".
Concernant les programmes "The Mask Project A" et "The Mask Line Thai", ceux qui ont déjà participé au programme peuvent concourir à nouveau. Lors de ces 3 saisons, les concurrents peuvent concourir en binôme.

#### "The Mask Project A"
Le projet A compte un total de 19 participants, masqués, répartis en 3 groupes : le groupe "Jungle War", le groupe "Sky War" et le groupe "Marine War". Au premier tour, chaque groupe est divisé en 2 groupes de 3 masques chacun. Les 2 groupes sont en compétition pour sélectionner 4 candidats au prochain tour. Puis, ces 4 candidats s'affrontent ; seuls 2 d'entre eux participent au tour final de chaque groupe. Ensuite, le gagnant de chaque groupe sera le représentant du groupe pour participer au tour final pour parvenir à un seul gagnant.

#### "The Mask Line Thaï" et "The Mask Thaï Literature"
Ces saisons comportent tous les concurrents, soient 25 au total, répartis en 4 groupes : "Mai Master Group", "Master Mai Group", "Tri Mai Group" et "Commodore Mai Group". Lors de la saison Line Thaï, la compétition n'a comporté au début que 3 groupes, auquel le Groupe "Commodore Mai" a été ajouté après. La compétition est la même que la saison du "Projet A", sauf que ces 2 saisons comporteront 4 groupes de compétition.
Le style et le concept des saisons spéciales sont différents de ceux de la saison principale. La principale caractéristique de ces saisons est que les candidats concourent à nouveau sous une nouvelle apparence. Ils concourent ensemble par paires (1 masque, 2 personnes), par groupes. L'identité thaïlandaise est introduite dans ces programmes.
Il existe également des épisodes spéciaux sans compétition, comme dans "The Mask Truce Day" et "The Mask Line".

#### Épisodes spéciaux
Les épisodes spéciaux sans compétition, "The Mask Truce Day" et "The Mask Line", sont diffusés après la saison "The Mask Project A" et "The Mask Line Thai". Il s'agit de 4 concurrents dont l'identité devait être devinée après une chanson. A la fin de la chanson, les candidats devait répondre aux questions, puis enlevaient immédiatement leurs masques.

## Récapitulatif des saisons
| saison                                     | nombre d'épisodes | date de la première diffusion | date de diffusion de la finale | groupe champion | costume gagnant       | nom du gagnant                                     |
| ------------------------------------------ | ----------------- | ----------------------------- | ------------------------------ | --------------- | --------------------- | -------------------------------------------------- |
| 1                                          | 20                | 6 octobre 2016                | 30 mars 2017                   | A               | costume de durian     | Issara Kitnitchee อิศรา กิจนิตย์ชีว์                     |
| 2                                          | 20                | 6 avril 2017                  | 1er février 2018               | D               | costume de sumo       | Saranrat Wisuthitada ศรัณย์รัชต์ วิสุทธิธาดา              |
| 3                                          | 20                | 7 sept 2017                   | 1er février 2018               | B               | costume de thé vert   | Anuwat Sanguansak Phakdee อนุวัAnuwat ฒน์ สงวนศักดิ์ภักดี  |
| 4                                          | 20                | 8 fév 2018                    | 21 juin 2018                   | A               | costume de canard     | Thanon Chamroen ธนนท์ จำเริญ                         |
| saison spéciale "The Mask Project A"       | 15                | 28 juin 2018                  | 4 octobre 2018                 | The Sky War     | costume de soleil     | Piyanuch Suea Jongphru ปิยนุช เสือจงพรู                |
| saison spéciale "The Mask Line Thai"       | 20                | 25 octobre 2018               | 7 mars 2019                    |                 | costume de Tuk Tuk    | Prang Thip Thaeng                                  |
| saison spéciale "The Mask Thai Literature" | 20                | 28 mars 19                    | 8 août 2010                    |                 |                       | Siwakorn Adulsutthikul chakrin et Kangwan Kiatchai |
| saison spéciale signes du Zodiaque         | 11                | 29 août 2019                  | 7 novembre 2019                |                 | costume de Sagittaire | Prae Phanabut เหมือนแพร พานะบุตร (กิ่ง)                |

## Programmes spéciaux et concerts

### Mini-concert The Mask Singer (2 avril 2017)
Le mini-concert Mask Singer a eu lieu le 2 avril 2017 à Bangkok au KBank Siam Pic-Ganesha Theatre, à 12h00, à 16h00. et à 20h00, et était présenté par l'animateur régulier du programme télévisuel, Kan Kantathaworn.
9 chanteurs masqués participaient à ce concert dont les costumes étaient : un masque de durian, un masque de corbeau noir, un masque de dragon, un masque de kangourou, un masque de poney, un masque de porc, un masque de cloche, un masque de sanglier et un masque de geisha.
Le jury était formé de personnalités thaïlandaises telles que Sena Hoi, Kiattisak Udomnak, ....

### Concert The Mask Singer 2 (2 et 3 septembre 2017)
Ce concert présentait des costumes spéciaux tels que le masque du petit corbeau noir (ou Nong Tonkla) et le masque du petit corbeau blanc (ou Nong Krista), issus du programme We Kid Thailand.

### Concert The Mask Singer 3 (17 et 18 février 2018)
Ce concert s'est déroulé au Royal Paragon Hall à Bangkok, dans le centre commercial  Siam Paragon. Parmi les invités figuraient le groupe de pop féminin thaïlandais BNK48.

### Programme spécial The Mask Party (2017)
Il s'agit d'un programme formé d'émissions enregistrées diffusées les jours fériés en Thaïlande. La 4ème version a été animée par Phitsanu Nimsakul.

## Prix décernés
- HOWE HOTTEST TV PROGRAM AWARD : prix du programme populaire de l'année, décerné par HOWE AWARDS 2016 le 1er mars 2016 [2]
- MThaï Top Talk-About TV Show : prix 2017 du programme thaïlandais le plus discuté en ligne remis le 10 mars 2017 [3],[4]
- Prix 2017 de la meilleure émission de variétés des Kazz Awards remis le 22 mai 2017 [5]
- 8e Prix Nataraja de la meilleure émission de variétés décerné le 20 juillet 2018 [6]
- Médaille d'or du Prix Emmy international, récompensant le meilleur programme de divertissement non scénarisé[7]